# Pattinaggio aggressive

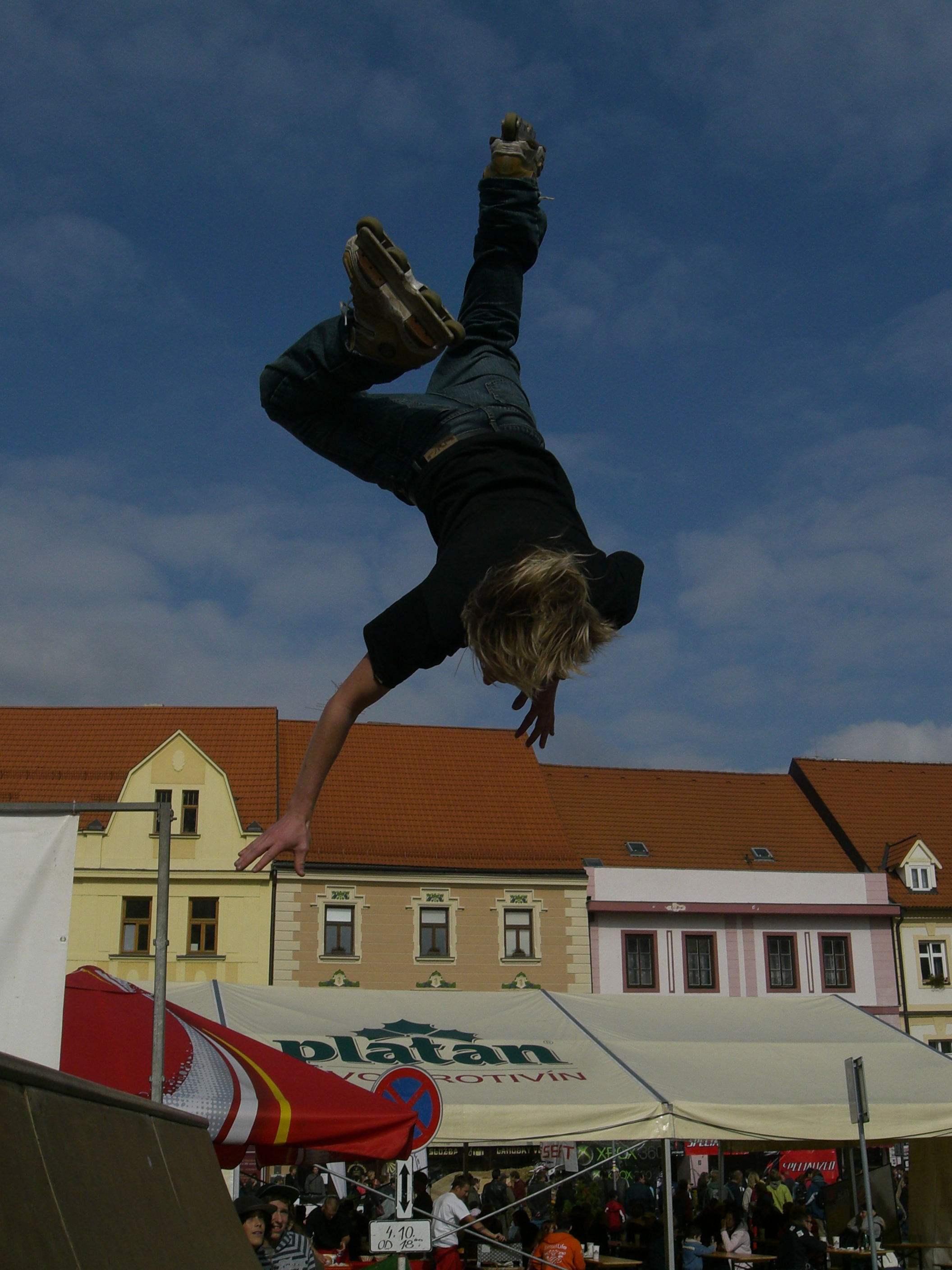

Il pattinaggio aggressive, noto anche come pattinaggio street, è una disciplina del pattinaggio in linea (rollerblading) che nasce nei primi anni 1990 negli USA e si sviluppa in Italia e in tutta Europa a partire dalla fine del 1993.
Dal 2016 la disciplina è riconosciuta a livello federale Fisr (Federazione Italiana Sport Rotellistici) sotto il nome di ROLLER FREESTYLE. Lo sport conta su una schiera di appassionati e praticanti abbastanza elevata.

## Le specialità dell'Aggressive
Il pattinaggio aggressive comprende le specialità di street, skatepark, halfpipe.
Con street si intende il pattinaggio su strada o in spazi e emergenze architettoniche urbane tra le più varie, come scalinate, corrimani, muretti, panchine, tubi vari...
Lo skatepark si pratica negli spazi omonimi: aree attrezzate con una varietà di ostacoli non dissimili da quelli che si possono incontrare in ambito street. Lo skatepark è formato da rampe che prendono diversi nomi a seconda del loro tipo: funbox, quarters, spine, bowls, rails...
L'Halfpipe è un mezzo tubo di legno alto dai 3,20 m ai 4,50 m con un tubo (cooping) alle sue due estremità. La lunghezza usualmente è di 6 m, ma può variare dai 4,5 m ai 18 m. Il minipipe è di dimensioni inferiori, con altezza da 1,2 m a 2,8 m e lunghezza da 3 m a 18 m.